# Torneo de Roland Garros 1973
La edición 72.ª de los Internacionales de Francia de Roland Garros se celebró  entre el 21 de mayo y el 3 de junio de 1973 en las pistas del Stade Roland Garros de París, Francia.
El cuadro individual masculino lo iniciaron 128 tenistas  mientras que el cuadro individual femenino comenzó con 64 tenistas.

## Hechos destacados
En la competición individual masculina se impuso el rumano Ilie Năstase logrando así su único título en Roland Garros  con el que sumaría su segundo  y último título de Gran Slam tras el logrado el año anterior en el Abierto de los Estados Unidos.
En la competición individual femenina la victoria fue para la australiana Margaret Smith Court que lograba así su quinto y último título en Roland Garros.
En esta edición debutó en el torneo el tenista sueco Björn Borg que en la siguiente edición se alzaría con el primero de los seis títulos de Roland Garros que lograría durante su exitosa carrera. 
Igualmente debutarían la estadounidense Chris Evert que también obtendría en la siguiente edición el primero de los siete títulos que lograría en Roland Garros; y la checoslovaca Martina Navratilova otra futura campeona en París.

## Palmarés
|                      | Vencedor                           | Resultado               | Finalista                     | Finalista |
| -------------------- | ---------------------------------- | ----------------------- | ----------------------------- | --------- |
| Individual masculino | Ilie Năstase                       | 6-3, 6-3, 6-0           | Nikola Pilic                  |           |
| Individual femenino  | Margaret Smith Court               | 6-7, 7-6, 6-4           | Chris Evert                   |           |
| Dobles masculino     | John Newcombe Tom Okker            | 6-1, 3-6, 6-3, 5-7, 6-4 | Jimmy Connors Ilie Năstase    |           |
| Dobles femenino      | Margaret Smith Court Virginia Wade | 6-2, 6-3                | Françoise Durr Betty Stöve    |           |
| Dobles mixto         | Françoise Durr Jean-Claude Barclay | 6-2, 6-4                | Betty Stöve Patrice Dominguez |           |

## Cabezas de serie
| N° | Jugador           | Resultado                   | Resultado           |
| 1  | Stan Smith        | 4ª ronda batido por         | Tom Okker (16)      |
| 2  | Ilie Năstase      | Victoria sobre              | Nikola Pilic        |
| 3  |                   |                             |                     |
| 4  | Arthur Ashe       | 4ª ronda batido por         | Paolo Bertolucci    |
| 5  | Manuel Orantes    | 2ª ronda batido por         | Wanaro N'Godrella   |
| 6  | John Newcombe     | 1ª ronda batido por         | Milan Holecek       |
| 7  | Andrés Gimeno     | 2ª ronda batido por         | Guillermo Vilas     |
| 8  | Adriano Panatta   | Semifinal batido por        | Nikola Pilic        |
| 9  | Cliff Richey      | 1ª ronda batido por         | Bjorn Borg          |
| 10 | Roger Taylor      | Cuartos de final batido por | Ilie Năstase (2)    |
| 11 | Patrick Proisy    | 1ª ronda batido por         | Tom Gorman          |
| 12 | Jimmy Connors     | 1ª ronda batido por         | Ion Tiriac          |
| 13 | Mark Cox          | 1ª ronda batido por         | Harold Solomon      |
| 14 | Jan Kodes         | Cuartos de final batido por | Tom Gorman          |
| 15 | Francois Jauffret | 4ª ronda batido por         | Ilie Năstase (2)    |
| 16 | Tom Okker         | Cuartos de final batido por | Adriano Panatta (8) |

| N° | Jugadora             | Resultado                   | Resultado                |
| 1  | Margaret Smith Court | Victoria sobre              | Chris Evert (2)          |
| 2  | Chris Evert          | Final batida por            | Margaret Smith Court (1) |
| 3  | Virginia Wade        | 3ª ronda batida por         | Odile de Roubin          |
| 4  | Evonne Goolagong     | Semifinal batida por        | Margaret Smith Court (1) |
| 5  | Nancy Richey         | 3ª ronda batida por         | Martina Navrátilová      |
| 6  | Françoise Durr       | Semifinal batida por        | Chris Evert (2)          |
| 7  | Helga Masthoff       | Cuartos de final batida por | Chris Evert (2)          |
| 8  |                      |                             |                          |

## Cuadros Finales

### Categoría senior

#### Torneo individual masculino
|  | Cuartos de final | Cuartos de final | Cuartos de final | Cuartos de final | Cuartos de final | Cuartos de final |   |              | Semifinales  | Semifinales  | Semifinales | Semifinales | Semifinales |  |  | Final | Final | Final | Final | Final |  |
|  |                  |                  |                  |                  |                  |                  |   |              |              |              |             |             |             |  |  |       |       |       |       |       |  |
|  |                  |                  |                  |                  |                  |                  |   |              |              |              |             |             |             |  |  |       |       |       |       |       |  |
|  | 2                | Ilie Năstase     | 6                | 6                | 7                |                  |   |              |              |              |             |             |             |  |  |       |       |       |       |       |  |
|  | 2                | Ilie Năstase     | 6                | 6                | 7                |                  |   |              |              |              |             |             |             |  |  |       |       |       |       |       |  |
|  | 10               | Roger Taylor     | 0                | 2                | 6                |                  |   |              |              |              |             |             |             |  |  |       |       |       |       |       |  |
|  | 10               | Roger Taylor     | 0                | 2                | 6                |                  | 2 | Ilie Năstase | 6            | 6            | 6           |             |             |  |  |       |       |       |       |       |  |
|  |                  |                  |                  |                  |                  |                  | 2 | Ilie Năstase | 6            | 6            | 6           |             |             |  |  |       |       |       |       |       |  |
|  |                  |                  |                  | Tom Gorman       | 3                | 4                | 1 |              |              |              |             |             |             |  |  |       |       |       |       |       |  |
|  | 14               | Jan Kodeš        | 4                | Tom Gorman       | 3                | 4                | 1 | 6            | 6            | 1            |             |             |             |  |  |       |       |       |       |       |  |
|  | 14               | Jan Kodeš        | 4                |                  |                  |                  |   |              |              |              |             |             |             |  |  |       |       |       |       |       |  |
|  |                  | Tom Gorman       | 6                | 7                | 4                | 6                |   |              |              |              |             |             |             |  |  |       |       |       |       |       |  |
|  |                  |                  |                  |                  |                  |                  |   |              | 2            | Ilie Năstase | 6           | 6           | 6           |  |  |       |       |       |       |       |  |
|  |                  |                  |                  |                  |                  |                  |   |              |              |              |             |             |             |  |  |       |       |       |       |       |  |
|  |                  |                  |                  | Nikola Pilić     | 3                | 3                | 0 |              |              |              |             |             |             |  |  |       |       |       |       |       |  |
|  | Nikola Pilić     | Nikola Pilić     | 6                | Nikola Pilić     | 3                | 3                | 0 | 6            | 3            | 6            |             |             |             |  |  |       |       |       |       |       |  |
|  | Nikola Pilić     | Nikola Pilić     | 6                |                  |                  |                  |   |              |              |              |             |             |             |  |  |       |       |       |       |       |  |
|  | Paolo Bertolucci | Paolo Bertolucci | 3                | 4                | 6                | 4                |   |              |              |              |             |             |             |  |  |       |       |       |       |       |  |
|  | Paolo Bertolucci | Paolo Bertolucci | 3                | 4                | 6                | 4                |   |              | Nikola Pilić | 6            | 6           | 6           |             |  |  |       |       |       |       |       |  |
|  |                  |                  |                  |                  |                  |                  |   |              | Nikola Pilić | 6            | 6           | 6           |             |  |  |       |       |       |       |       |  |
|  |                  |                  | 8                | Adriano Panatta  | 4                | 3                | 2 |              |              |              |             |             |             |  |  |       |       |       |       |       |  |
|  | 8                | Adriano Panatta  | 8                | Adriano Panatta  | 4                | 3                | 2 | 6            | 5            | 6            | 6           |             |             |  |  |       |       |       |       |       |  |
|  | 8                | Adriano Panatta  |                  |                  |                  |                  |   |              |              | 6            | 6           |             |             |  |  |       |       |       |       |       |  |
|  | 16               | Tom Okker        | 3                | 7                | 3                | 4                |   |              |              |              |             |             |             |  |  |       |       |       |       |       |  |
|  | 16               | Tom Okker        | 3                | 7                | 3                | 4                |   |              |              |              |             |             |             |  |  |       |       |       |       |       |  |
|  |                  |                  |                  |                  |                  |                  |   |              |              |              |             |             |             |  |  |       |       |       |       |       |  |

#### Torneo individual  femenino
|  | Cuartos de final | Cuartos de final    | Cuartos de final | Cuartos de final | Cuartos de final |                     |                | Semifinales | Semifinales         | Semifinales | Semifinales |   |  | Final | Final | Final | Final | Final |  |
|  |                  |                     |                  |                  |                  |                     |                |             |                     |             |             |   |  |       |       |       |       |       |  |
|  |                  |                     |                  |                  |                  |                     |                |             |                     |             |             |   |  |       |       |       |       |       |  |
|  | 1                | Margaret SmithCourt | 6                | 6                |                  |                     |                |             |                     |             |             |   |  |       |       |       |       |       |  |
|  | 1                | Margaret SmithCourt | 6                | 6                |                  |                     |                |             |                     |             |             |   |  |       |       |       |       |       |  |
|  |                  | Katja Ebbinghaus    | 2                | 3                |                  |                     |                |             |                     |             |             |   |  |       |       |       |       |       |  |
|  |                  | Katja Ebbinghaus    | 2                | 3                | 1                | Margaret SmithCourt | 6              | 7           |                     |             |             |   |  |       |       |       |       |       |  |
|  |                  |                     |                  |                  |                  | Margaret SmithCourt | 6              | 7           |                     |             |             |   |  |       |       |       |       |       |  |
|  |                  |                     | 4                | Evonne Goolagong | 3                | 6                   |                |             |                     |             |             |   |  |       |       |       |       |       |  |
|  | 4                | Evonne Goolagong    | 4                | Evonne Goolagong | 3                | 6                   | 7              | 6           |                     |             |             |   |  |       |       |       |       |       |  |
|  | 4                | Evonne Goolagong    |                  |                  |                  |                     |                |             |                     |             |             |   |  |       |       |       |       |       |  |
|  |                  | Martina Navratilova | 6                | 4                |                  |                     |                |             |                     |             |             |   |  |       |       |       |       |       |  |
|  |                  |                     |                  |                  |                  |                     |                | 1           | Margaret SmithCourt | 6           | 7           | 6 |  |       |       |       |       |       |  |
|  |                  |                     |                  |                  |                  |                     |                |             |                     |             |             | 6 |  |       |       |       |       |       |  |
|  |                  |                     | 2                | Chris Evert      | 7                | 6                   | 4              |             |                     |             |             |   |  |       |       |       |       |       |  |
|  | 6                | Françoise Durr      | 2                | Chris Evert      | 7                | 6                   | 4              | 6           | 1                   | 6           |             |   |  |       |       |       |       |       |  |
|  | 6                | Françoise Durr      |                  |                  |                  |                     |                |             | 1                   | 6           |             |   |  |       |       |       |       |       |  |
|  |                  | Odile De Roubin     | 0                | 6                | 1                |                     |                |             |                     |             |             |   |  |       |       |       |       |       |  |
|  |                  | Odile De Roubin     | 0                | 6                | 1                | 6                   | Françoise Durr | 1           | 0                   |             |             |   |  |       |       |       |       |       |  |
|  |                  |                     |                  |                  |                  | 6                   | Françoise Durr | 1           | 0                   |             |             |   |  |       |       |       |       |       |  |
|  |                  |                     | 2                | Chris Evert      | 6                | 6                   |                |             |                     |             |             |   |  |       |       |       |       |       |  |
|  | 7                | Helga Masthoff      | 2                | Chris Evert      | 6                | 6                   | 3              | 3           |                     |             |             |   |  |       |       |       |       |       |  |
|  | 7                | Helga Masthoff      |                  |                  |                  |                     |                |             |                     |             |             |   |  |       |       |       |       |       |  |
|  | 2                | Chris Evert         | 6                | 6                |                  |                     |                |             |                     |             |             |   |  |       |       |       |       |       |  |
|  | 2                | Chris Evert         | 6                | 6                |                  |                     |                |             |                     |             |             |   |  |       |       |       |       |       |  |
|  |                  |                     |                  |                  |                  |                     |                |             |                     |             |             |   |  |       |       |       |       |       |  |

#### Torneo dobles femenino
|  | Cuartos de final | Cuartos de final                    | Cuartos de final | Cuartos de final                 | Cuartos de final |   |                                    | Semifinales | Semifinales | Semifinales | Semifinales |  |   | Final                              | Final | Final | Final |  |
|  |                  |                                     |                  |                                  |                  |   |                                    |             |             |             |             |  |   |                                    |       |       |       |  |
|  |                  |                                     |                  |                                  |                  |   |                                    |             |             |             |             |  |   |                                    |       |       |       |  |
|  | 1                | Margaret Smith Court Virginia Wade  | 6                | 6                                |                  |   |                                    |             |             |             |             |  |   |                                    |       |       |       |  |
|  | 1                | Margaret Smith Court Virginia Wade  | 6                | 6                                |                  |   |                                    |             |             |             |             |  |   |                                    |       |       |       |  |
|  | -                | Fiorella Bonicelli Isabel Fernández | 1                | 2                                |                  |   |                                    |             |             |             |             |  |   |                                    |       |       |       |  |
|  | -                | Fiorella Bonicelli Isabel Fernández | 1                | 2                                |                  | 1 | Margaret Smith Court Virginia Wade | 6           | 6           |             |             |  |   |                                    |       |       |       |  |
|  |                  |                                     |                  |                                  |                  | 1 | Margaret Smith Court Virginia Wade | 6           | 6           |             |             |  |   |                                    |       |       |       |  |
|  |                  |                                     | -                | Eugenia Birioukova Mona Schallau | 1                | 4 |                                    |             |             |             |             |  |   |                                    |       |       |       |  |
|  | -                | Eugenia Birioukova] Mona Schallau   | -                | Eugenia Birioukova Mona Schallau | 1                | 4 | 6                                  | 6           | 6           |             |             |  |   |                                    |       |       |       |  |
|  | -                | Eugenia Birioukova] Mona Schallau   |                  |                                  |                  |   |                                    |             | 6           |             |             |  |   |                                    |       |       |       |  |
|  | 4                | Katja Ebbinghaus Helga Masthoff     | 7                | 1                                | 3                |   |                                    |             |             |             |             |  |   |                                    |       |       |       |  |
|  | 4                | Katja Ebbinghaus Helga Masthoff     | 7                | 1                                | 3                |   |                                    |             |             |             |             |  | 1 | Margaret Smith Court Virginia Wade | 6     | 6     |       |  |
|  |                  |                                     |                  |                                  |                  |   |                                    |             |             |             |             |  | 1 | Margaret Smith Court Virginia Wade | 6     | 6     |       |  |
|  |                  |                                     | 2                | Françoise Durr Betty Stöve       | 2                | 3 |                                    |             |             |             |             |  |   |                                    |       |       |       |  |
|  | -                | Kayoko Yukuoka Kazuko Sawamatsu     | 2                | Françoise Durr Betty Stöve       | 2                | 3 | 2                                  | 0           |             |             |             |  |   |                                    |       |       |       |  |
|  | -                | Kayoko Yukuoka Kazuko Sawamatsu     |                  |                                  |                  |   |                                    |             |             |             |             |  |   |                                    |       |       |       |  |
|  | 3                | Chris Evert Olga Morozova           | 6                | 6                                |                  |   |                                    |             |             |             |             |  |   |                                    |       |       |       |  |
|  | 3                | Chris Evert Olga Morozova           | 6                | 6                                |                  | 3 | Chris Evert Olga Morozova          | 3           | 4           |             |             |  |   |                                    |       |       |       |  |
|  |                  |                                     |                  |                                  |                  | 3 | Chris Evert Olga Morozova          | 3           | 4           |             |             |  |   |                                    |       |       |       |  |
|  |                  |                                     | 2                | Françoise Durr Betty Stöve       | 6                | 6 |                                    |             |             |             |             |  |   |                                    |       |       |       |  |
|  | -                | Martina Navrátilová Renata Tomanova | 2                | Françoise Durr Betty Stöve       | 6                | 6 | 4                                  | 4           |             |             |             |  |   |                                    |       |       |       |  |
|  | -                | Martina Navrátilová Renata Tomanova |                  |                                  |                  |   |                                    |             |             |             |             |  |   |                                    |       |       |       |  |
|  | 2                | Françoise Durr Betty Stöve          | 6                | 6                                |                  |   |                                    |             |             |             |             |  |   |                                    |       |       |       |  |
|  | 2                | Françoise Durr Betty Stöve          | 6                | 6                                |                  |   |                                    |             |             |             |             |  |   |                                    |       |       |       |  |
|  |                  |                                     |                  |                                  |                  |   |                                    |             |             |             |             |  |   |                                    |       |       |       |  |